# Nederlands in de Verenigde Staten
Het Nederlands heeft in de Verenigde Staten van Amerika een aanzienlijke status gehad, vooral vanwege het verleden van het noordoosten van het land als Nederlandse kolonie (Nieuw-Nederland).

## Nieuw-Nederland

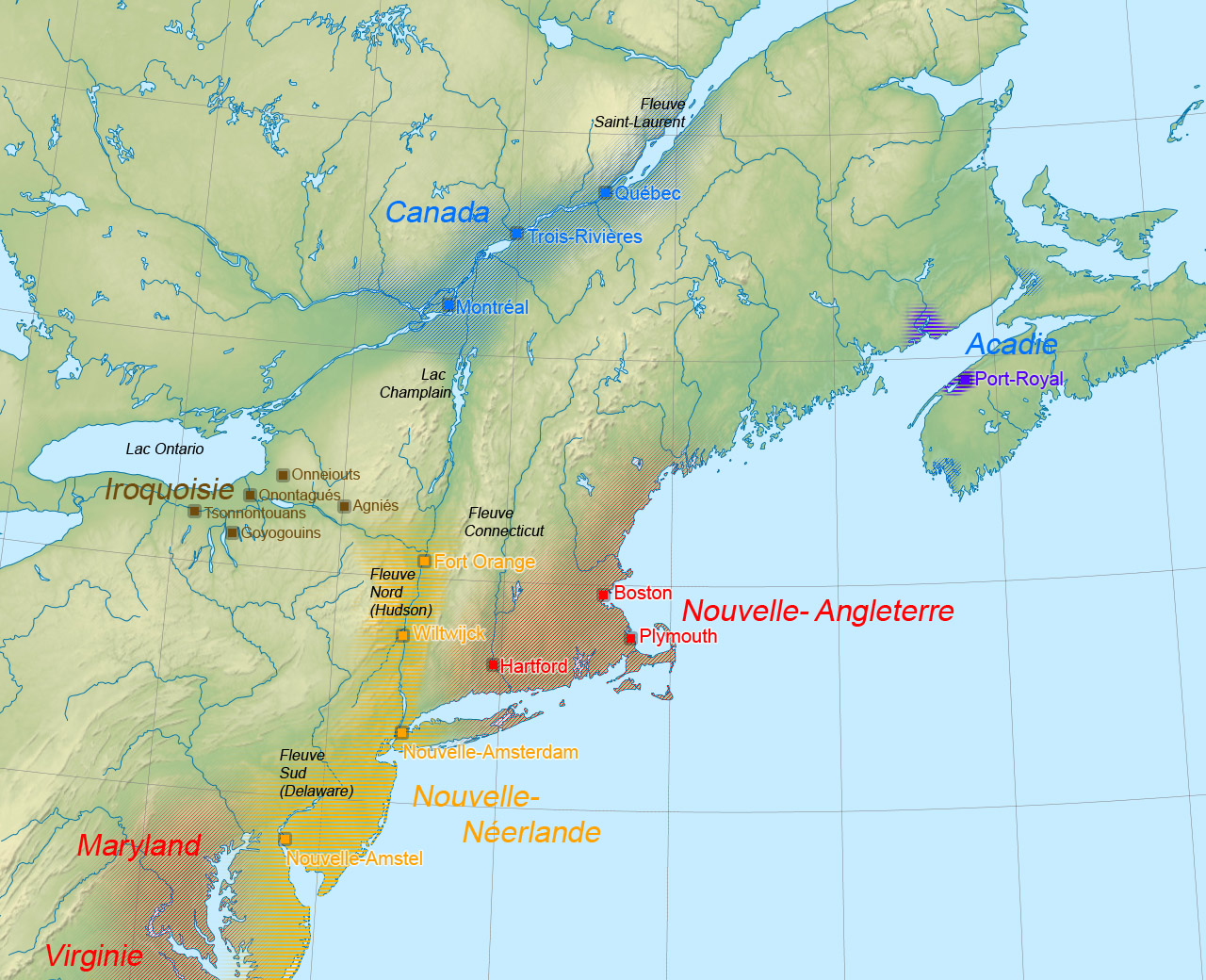
Nieuw-Nederland (geel) in 1664

In 1626 kochten de Nederlanders het eiland Manhattan van de indianen voor zestig gulden. Ze stichtten er een (qua oppervlakte) grote kolonie, van New Hampshire in het noorden tot aan de kust van Maryland in het zuiden, die ze Nieuw-Nederland noemden. De hoofdstad, Nieuw-Amsterdam, kwam op Manhattan, waar thans het (zaken-)centrum van New York is.
Naast Nieuw-Nederland lagen Engelse koloniën, die samen New England (Nieuw-Engeland) werden genoemd. Het was duidelijk dat de bevolking daar sneller groeide. De Nederlanders hadden een tekort aan mankracht. Rond 1650 woonden slechts 7000 mensen in Nieuw-Amsterdam.
Dit waren echter niet alleen Nederlandstaligen. Ook veel Walen gingen in de kolonie wonen. Daarnaast woonden er ook grote groepen Scandinaviërs (zie Nieuw-Zweden), Engelsen, Fransen en Duitsers. De Nederlanders waren niet meer dan de grootste minderheid. Toch was de lingua franca het Nederlands. Afgezien van deze Europeanen leefden er natuurlijk ook indianen in het gebied. Velen van hen leerden een vereenvoudigde vorm van het Nederlands om de handel met de Nederlanders te vergemakkelijken.

## Engelse tijd
In 1674 ging de kolonie definitief over in Engelse handen. Nieuw-Amsterdam werd hernoemd tot New York. De meeste Nederlanders vertrokken richting noorden, naar het achterland van de kolonie. Slechts enkele Nederlanders integreerden goed. In de gebieden ten noorden van de stad New York klonk het meest Nederlands; tot omstreeks 1900 werd er nog Nederlands gesproken.
Het Nederlands verspreidde zich de jaren die volgden o.a. door middel van de calvinistische kerken, die nog een paar eeuwen Nederlandstalig zouden blijven. Hoewel de stad New York al volledig Engelstalig geworden was, werd het laatste Nederlands in de kerk er pas in 1760, een eeuw na de overname, vervangen.
Sojourner Truth (1797-1883), strijdster voor slaven- en vrouwenemancipatie, sprak aanvankelijk alleen Nederlands. Haar bekende toespraak Ain't I a woman? hield ze in het Nederlands

## De onafhankelijke V.S.

Nederlands verspreid over de VS

De kolonisten in de dertien koloniën aan de oostkust kwamen in opstand tegen Engeland. Het Plakkaat van Verlatinghe (1581), de Nederlandse onafhankelijkheidsverklaring tegen Spanje, diende als voorbeeld voor hun eigen onafhankelijkheidsverklaring. In de Amerikaanse verklaring staat bijvoorbeeld dat een volk in opstand mag komen als het onderdrukt wordt, zoals dat ook in het Plakkaat staat.
Nederland steunde de Amerikaanse onafhankelijkheid en erkende als een van de eerste landen (Marokko was het eerste) de onafhankelijke Verenigde Staten. De Nederlandse staatsinrichting was ook een voorbeeld voor de Amerikaanse grondwet waarin Nederlandse voorbeelden worden gegeven en Nederlandse invloeden te vinden zijn. Het Nederlands was in 1778 nog zo belangrijk dat men, om steun te krijgen van de vele Nederlandse kolonisten die in het gebied woonden, de grondwet direct in Albany (vroeger Fort Oranje, tegenwoordig Upstate New York) naar het Nederlands vertaalde.
Omdat de nieuwe republiek voortkwam uit de dertien Engelse koloniën, werd Engels de voertaal. Het Nederlands hield het langst stand in het noorden van New Jersey en in de omgeving van Albany, maar het Engels drong zich steeds meer op. Terwijl in 1730 de Nederlandse boeren in de buurt van Philadelphia zich middels de plaatselijke indianentaal verstaanbaar maakten met de Engelstalige landmeters en het gouvernement omdat zij geen Engels kenden, gingen ook de Nederlanders over op het Engels, hoewel thuis en in de kerken nog lang Nederlands werd gesproken.
De indianen gebruikten nog lange tijd een vereenvoudigd Nederlands om contacten te handhaven met de oude kolonisten. Contacttalen waren het Mohawk Nederlands en het Jersey Nederlands. (Zie ook Nederlandse creoolse talen).

## Nederlandse emigratie naar de V.S.

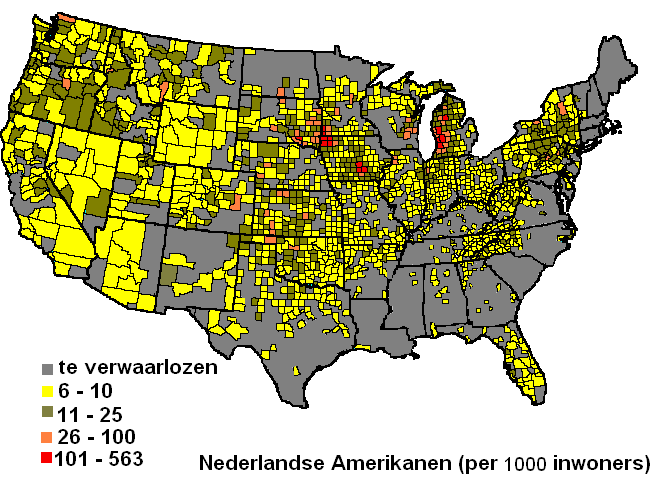
Nederlandse Amerikanen

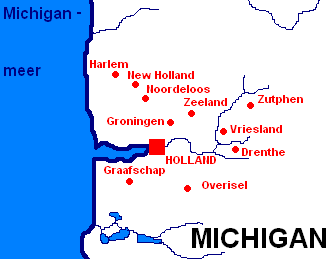
Door Nederlanders gestichte plaatsen in Michigan.

Nederlandse boeren vertrokken rond 1790 en 1800 naar Amerika. Daar kregen ze grote stukken land om te bewerken en konden ze grote winsten maken. In 1792 werd de Holland Land Company opgericht. Het bedrijf bezat een groot deel van het westen van de staat New York. De Holland Land Company legde wegen aan en was ook betrokken bij de aanleg van het Eriekanaal waarmee Canada bereikbaar werd.
Rond 1850 kwamen er opnieuw veel Nederlandse immigranten naar Amerika. Sommige waren boeren; anderen verlieten Nederland om religieuze redenen. Deze Nederlanders kwamen in de staten New Jersey en New York nog oud-kolonisten tegen die een vreemd soort Nederlands spraken met veel Engelse woorden, het zogenaamde Holland Dutch, veel van hun kinderen en kleinkinderen spraken al geen Nederlands meer. De immigranten vestigden zich echter bijna niet in New York maar in het binnenland van de V.S. bijvoorbeeld Michigan, Iowa en Wisconsin. Ze stichtten daar hun eigen stadjes en dorpen met Nederlandse namen, zoals Holland, Nederland, Graafschap, Overisel, Vriesland, Zutphen, Drenthe, enz.
Er werden verschillende Nederlandse Hervormde kerken opgericht en in Pella, Iowa ook Rooms-Katholieke Nederlandse diensten (zie Pella-Nederlands). Nederlands werd dus opnieuw de taal van de kerk en zelfs weer van het onderwijs. Er kwamen scholen waar Nederlands de voertaal werd, maar het Engels werd belangrijk gezien voor het contact met de "rest". Op het Calvin College in Grand Rapids was Nederlands een verplicht vak, dit tot de jaren zestig van de twintigste eeuw. Nog steeds is Nederlands er een belangrijk vak.

## Tegenwoordig
De laatste grote emigratie van Nederlanders naar Amerika vond na de Tweede Wereldoorlog plaats. Het Nederlands wordt vandaag de dag, hoewel er veel Amerikanen van Nederlandse afkomst zijn, niet zoveel meer gesproken. Men schat het aantal tussen de 20.000 en 50.000. Er zijn zo'n 40 Nederlandse winkels, bakkerijen en restaurants in de VS, de meeste uit de 20e eeuw.
In Pella wordt nog beperkt het Pella-Nederlands (Pella Dutch) gesproken, een dialect van het Nederlands met elementen uit het grensgebied van Zuid-Holland en Gelderland.

## Vlamingen in Amerika
De Vlamingen, overwegend Vlaamse boeren en naar Frankrijk pendelende arbeiders uit West- en Oost-Vlaanderen, hebben zich aan het eind van de 19de eeuw vooral gevestigd in de Midwest en vooral rond Detroit, waar tot 2018 de Gazette van Detroit verscheen en Vlaamse cafés waren. Er liggen ook stadjes als Ghent, Lille, Brussels en Charleroi.

## Afrikaners in Amerika

Afrikaans verspreid over de V.S.

Afrikaners, blanke Zuid-Afrikanen van grotendeels Nederlandse afkomst, zijn naar de Verenigde Staten getrokken, vooral na de afschaffing van de apartheid, toen veel blanke Zuid-Afrikanen zich niet meer thuis voelden in hun land; zij trokken vooral naar Canada, het Verenigd Koninkrijk, Australië en Nieuw-Zeeland en in mindere mate ook naar de V.S., Nederland, Argentinië en Georgië. Hoewel de taalbarrière in Nederland voor Afrikaanders niet groot was, verkozen de meeste voor Engelstalige landen omdat Nederland de Apartheid scherp veroordeeld had. Zij spreken daar thuis bijna allemaal Afrikaans omdat het een recente immigratie is.

## Nederlandse invloed op het Amerikaans Engels
In de loop van de tijd zijn er veel Nederlandse woorden in het Amerikaans opgenomen. Enkele voorbeelden zijn cookie (van "koekje"), dollar (van "daalder"), spook (van "spook"), stoop (in de betekenis "stoep", hoofdzakelijk in New York gebruikt), sleigh (van "slee"), rucksack (van "rugzak"), Santa Claus (van "Sinterklaas") en waffle (van "wafel").

## Nederlandse plaatsnamen in de VS

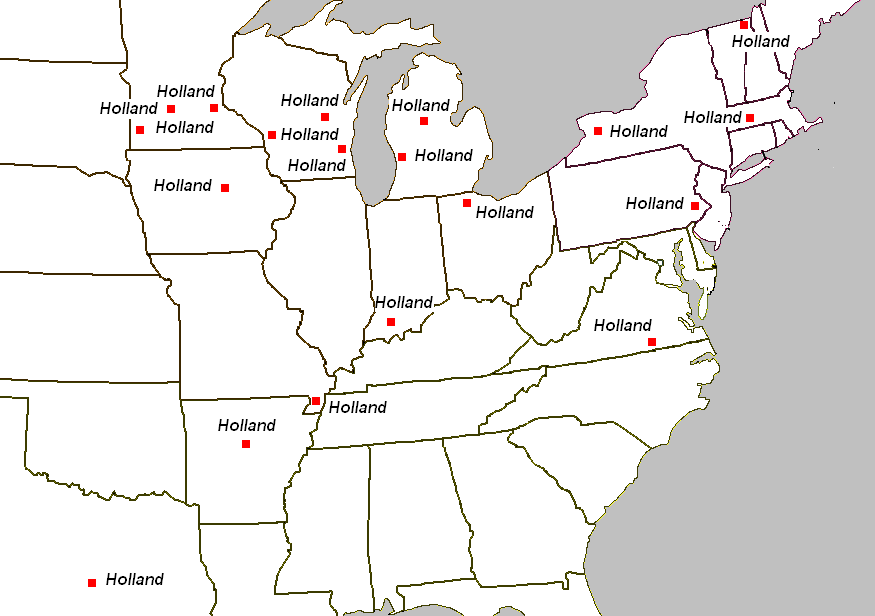
Holland als plaatsnaam in de VS (niet compleet)

- Antwerp (New York) (genoemd naar de Belgische stad Antwerpen)
- Antwerp (Ohio) (genoemd naar de Belgische stad Antwerpen)
- Battery Island (Manhattan, eiland waar vroeger een batterij (op een rij) kanonnen hebben gestaan)
- Beekman Street (Manhattan, naar Willem Beekman)
- Bleecker Street (Manhattan, naar Fam. Bleecker)
- Bowery Lane (Manhattan, Bouwerijlaan)
- Bronx (New York, naar Jonas Bronck)
- Bridge street (Manhattan, naar Brugstraat)
- Broadway (Manhattan, naar Breede Wegh)
- Brooklyn (New York, naar Breukelen)
- Bushwick (Brooklyn, naar Boswijk)
- Boerum Hill (Brooklyn, naar Familie Boerum)
- Coney Island (Brooklyn, naar Konijneneiland)
- Cornelia Street (Manhattan, naar Cornelia Herring)
- Cortlandt Street (Manhattan, naar Stephanus van Cortlandt)
- Drenthe (Michigan), naar de provincie Drenthe
- Dutch Kills (Queens, Kill is rivier)
- Dutch Street (Manhattan)
- Dyker Heights (Brooklyn)
- Deventer (Missouri, naar gelijknamige stad in Nederland)
- Flushing (Queens, naar Vlissingen)
- Gansevoort Street (Manhattan, naar Peter Gansevoort)
- Gerritsen Beach (Brooklyn, naar Wolphert Gerritse)
- Ghent (New York, Michigan en Kentucky, naar de Belgische stad Gent)
- Gravesend (Brooklyn, naar 's Gravesande)
- Greenwich Village (Manhattan, naar Grenen wijk)
- Harlem (New York, naar Haarlem)
- Harlingen (plaats in Texas)
- Hempstead (New York, naar Heemstede)
- Hoboken (New Jersey, naar Hoboken in Antwerpen)
- Holland (veel gebruikt) Holland Tunnel, Holland Avenue
- Kinderhook (New York)(naar kinderhoek)
- Long Island (New York, naar het "Lange Eylandt" genoemd door Adriaen Block, 1614)
- Minetta Lane (Manhattan, naar Mintje Kill)
- Nassau Street (Manhattan)
- Nederland (plaats in Colorado)
- Nederland (plaats in Texas)
- New Almelo (dorpje in Kansas)
- New Dorp (Staten Island)
- New Utrecht Avenue (Brooklyn)
- Nijmegen (Cumberland County, North Carolina) (Genoemd naar de stad Nijmegen in de Nederlandse provincie Gelderland)
- Rhode Island (staat, naar "Roodt eylandt")
- Rikers Island (Queens, naar Abraham Rikers)
- Schuylerville (Bronx, naar Fam Schuyler)
- Spuyten Duyvil Creek (naar de Spuitende Duivel, een gevaarlijk water in de Bronx)
- Staten Island (naar Staten Generaal)
- Stuyvesant Street (Manhattan, naar Peter Stuyvesant)
- Sutphin Boulevard (Van Zutphen)
- Todt Hill (Staten Island, naar Dodenheuvel)
- Vancouver (stad in Washington State, genoemd naar George Vancouver, een verre nazaat uit het Nederlandse adellijke geslacht Van Coeverden)
- VanDam Street (Manhattan)
- Wall Street (Manhattan, straat bij de houten stadswal rondom Nieuw-Amsterdam)
- Wyckoff Street (Brooklyn, naar Pieter Claesen Wyckoff)
- Zutphen, dorp in Michigan (genoemd naar de stad Zutphen in de Nederlandse provincie Gelderland)
- Sutphen, dorp in Kansas (genoemd naar de stad Zutphen in de Nederlandse provincie Gelderland)
- Sutphin, dorp in North Carolina (genoemd naar de stad Zutphen in de Nederlandse provincie Gelderland)
- Zwolle, dorp in Louisiana (genoemd naar de stad Zwolle in de Nederlandse provincie Overijssel)